# 吴公祠
敕建吴勤惠公祠位于中国江苏省淮安市清江浦区闸口街道轮埠路。

## 历史
吴公祠建于清光绪三年（1877年），纪念漕运总督吴棠。

## 保护
2003年3月，吴公祠列为第二批淮安市文物保护单位。2006年被列为第六批全国重点文物保护单位——京杭大运河的子项。